# زیلوم
زیلوم (به لاتین: Silum) یک زیستگاه انسانی در لیختن‌اشتاین است که در تریزنبرگ واقع شده‌است.

## خصوصیات
زیلوم ۱٬۴۳۰ متر بالاتر از سطح دریا واقع شده‌است.